# Municipio de Fallowfield
El municipio de Fallowfield (en inglés: Fallowfield Township) es un municipio ubicado en el condado de Washington en el estado estadounidense de Pensilvania. En el año 2000 tenía una población de 4,461 habitantes y una densidad poblacional de 81 personas por km².

## Geografía
El municipio de Fallowfield se encuentra ubicado en las coordenadas 40°08′17″N 79°57′08″O / 40.13806, -79.95222.

## Demografía
Según la Oficina del Censo en 2000 los ingresos medios por hogar en la localidad eran de $41,943 y los ingresos medios por familia eran $45,750. Los hombres tenían unos ingresos medios de $36,102 frente a los $29,159 para las mujeres. La renta per cápita para la localidad era de $18,565. Alrededor del 4,1% de la población estaban por debajo del umbral de pobreza.